# 红映

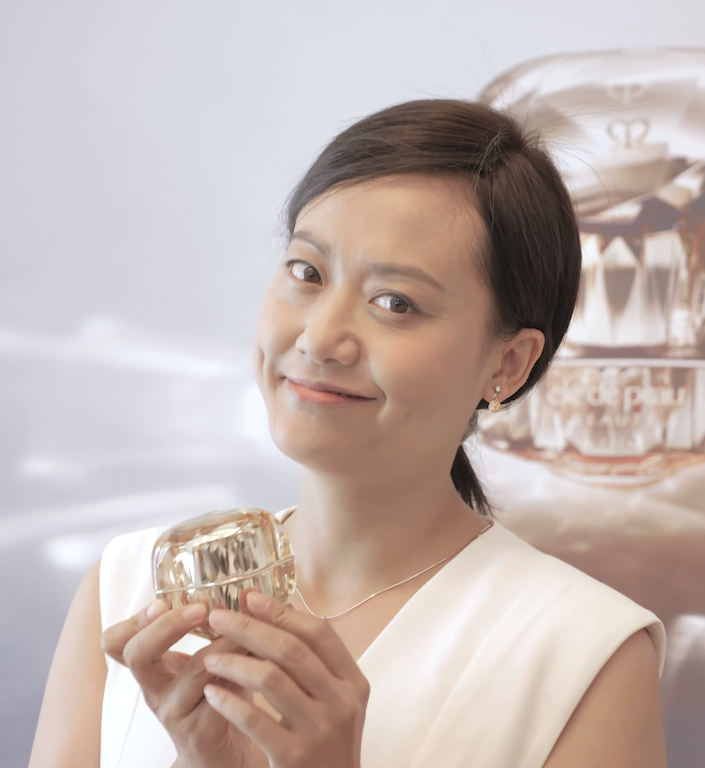

红映（1977年—）是越南著名的女演员，茶荣省出生。1995年获得前途电影演员比赛温柔美人奖。导演黎恭北（Lê Cung Bắc）看出她的表演天份和温柔美丽形象，邀请她参演电视剧《西都美人》（Người đẹp Tây đô），饰演白菊（演员越贞饰演）的妹妹白云。红映凭借第一次出演的角色获得胡志明市影视厂最佳配角奖。2011年3月21日，成为胡志明市第13届国会代表（2011年—2016年任期）。

## 婚姻
2009年，红映与文学批评家阮青山（Nguyễn Thanh Sơn）按佛教仪式举行婚礼。

## 获奖荣誉
第13，14，16届越南电影节最佳女演员奖
2000年，获在河内市举行的第45届亚太影展最佳女配角奖
2008年多拜国际电影节最佳女演员奖
2011年金风筝评审团唯一女评委

## 电影
《Đời Cát》
《Trái tim bé bỏng》
《Thung lũng hoang vắng》
《Cầu thang tối》
《梦游的女人》（Người đàn bà mộng du，导演阮青云）
《Trăng nơi đáy giếng》

## 戏剧
《Bệnh sỹ》
《Hãy yêu nhau đi》
《Phép lạ》
《Thử yêu thêm lần nữa》

## 链接
- Hồng Ánh phớt lờ tin đồn "cướp chồng"
- Hồng Ánh ứng cử đại biểu Quốc hội